# Petra Șerbănescu Tănase
Petra Șerbănescu Tănase (n. 18 martie 1954, Giurgiu) este o pictoriță română și muzeograf conservator la Muzeul Județean „Teohari Antonescu” din Giurgiu.

## Educație
A urmat cursurile Școlii Generale nr. 2 „Mircea cel Bătrân” din Giurgiu. În acest timp, a frecventat cursurile de pictură organizate la Școala de Muzică și Arte Plastice „Victor Karpis” din Giurgiu, sub îndrumarea profesoarei Silvia Grosu Jelescu.
În perioada 1969-1973 a învățat la Liceul „Ion Maiorescu” (Colegiul Național „Ion Maiorescu” din Giurgiu).
În 1974 a fost admisă la Institutul de Arte Plastice „Nicolae Grigorescu”. Aici l-a avut ca profesor pe Ion Sălișteanu.

## Activitate
După absolvirea facultății, a fost repartizată ca profesor la Târgu-Ocna (1978-1981). Aici a înființat un cerc de pictură pe sticlă pentru eleve. În septembrie 1981 s-a transferat la Școala generală din comuna Putineiu, până în luna decembrie. În 1982 s-a transferat la Oficiul Județean Giurgiu pentru Patrimoniul Cultural Național, din cadrul Muzeului Județean „Teohari Antonescu”.
În 1978 s-a înscris în Uniunea Artiștilor Plastici din Bacău. În 1987 a devenit membru al Uniunii Artiștilor Plastici din Ploiești, apoi și al Uniunii Artiștilor Plastici din Giurgiu.
Este muzeograf conservator la Muzeul Județean „Teohari Antonescu” din Giurgiu și profesor de pictură la Școala de Arte din Giurgiu. Conduce cercul de arte vizuale „Constantin Artachino” de la Casa de Cultură „Ion Vinea” din Giurgiu.
Face parte din juriul concursului de arte plastice Uși deschise.
În 2015 a fost inaugurată Galeria Bibliotecii Giurgiuvene, aflată în holul Bibliotecii Județene „I. A. Bassarabescu” Giurgiu, un spațiu dedicat lucrărilor de artă care apar lunar pe coperțile volumelor, dar și operele care ilustrează conținutul cărților din Colecția Biblioteca Giurgiuveană. Mare parte din aceste lucrări sunt semnate de Petra Șerbănescu Tănase.
A realizat expoziții personale sau în grup, atât în țară, cât și în străinătate, în țări precum S.U.A., Germania, Finlanda, India, Mexic, Cuba.
În septembrie 2018 a avut loc vernisajul expoziției Mărturisiri artistice, la Muzeul Regional de istorie din Ruse, Bulgaria, în cadrul manifestărilor culturale dedicate Zilei Independenței Bulgariei, 22 septembrie 1908.
În 2019 a avut loc expoziția de pictură Lumea în armonie prin artă, organizată de Centrul Cultural al Ministerului Afacerilor Interne și Uniunea Artiștilor Plastici sucursala Giurgiu.
În data de 14 mai 2022, în cadrul celei de-a XVIII-a ediții a Nopții Muzeelor, la sediul Inspectoratului General al Poliției de Frontieră din București a avut loc inaugurarea publică a Muzeului Poliției de Frontieră Române. Pictura expusă cu acest prilej, „Bătălia de la Călugăreni”, în ulei pe pânză, a fost realizată de Petra Șerbănescu Tănase și Florian Grofu, având dimensiunea de 650×150 cm.
Pe 3 martie 2023, la Muzeul Județean „Teohari Antonescu” din Giurgiu a avut loc vernisajul expoziției de artă plastică Ipostaze.

## Expoziții personale
- Prefectura Giurgiu - octombrie 1994
- Galeria de Artă U.A.P. Giurgiu - 1995
- Galeria de Artă Giurgiu - 1996
- Galeria de Artă Giurgiu, Salonul de vară - 1996
- Galeria de Artă Giurgiu, Salonul de primăvară - 1997
- Galeria de Artă Giurgiu, Salonul de iarnă - 1997
- Ruse, Bulgaria - 1998
- Galeria de Artă Giurgiu - 1998
- Galeria de Artă Giurgiu - 2001
- Casa de Cultură Vălenii de Munte - 2004
- Universitatea de Vară „Nicolae Iorga”, Vălenii de Munte - 2005

## Expoziții de grup
- Centrul Slovac București - 1999
- Galeria de Artă Giurgiu, Salonul de primăvară - 1999
- Galeria de Artă Giurgiu, Salonul de iarnă - 1999
- Galeria de Artă Giurgiu, Salonul de primăvară - 2002
- Budapesta, Ungaria, Centru Cultural Român - 2002
- Pirgovo, Ruse, Bulgaria - 2003
- Galeria de Artă Giurgiu, Salonul de iarnă - 2003
- Ruse, Bulgaria, Galeria de Artă - 2004
- Casa Americii Latine, București - 2004
- Galeria de Artă Giurgiu - 2004
- Galeria de Artă Giurgiu, Salonul de primăvară - 2005